# Cantagallo (Espagne)
Pour les articles homonymes, voir Cantagallo.
Cantagallo est une commune de la province de Salamanque dans la communauté autonome de Castille-et-León en Espagne.